# Navigation virtuelle
Ne doit pas être confondu avec Visite virtuelle.
La navigation virtuelle ou plus rarement exploration virtuelle est un nouveau mode de navigation permettant de visualiser en panorama à 360° des territoires, bâtiments ou voies maritimes virtuellement sur des réseaux internet ou intranet. La technique actuelle consiste à faire circuler un véhicule (voiture, vélo, bateau, drones, avions) ou un piéton chargé d'enregistrer des prises de vues, puis de combiner ces photos en une sphère à 360°, pour constituer une vision en immersion, donnant une sensation à l'utilisateur de se trouver dans cet espace.
En 2009, la compagnie Global Vision lance un service de navigation virtuelle aérienne haute définition de type vidéo immersive pouvant être combinée avec l'Oculus Rift. Principalement suisse, ce système se développe aujourd’hui dans le monde entier, franchissant un nouveau pas dans l’immersion de la navigation virtuelle et plus globalement dans le monde de la réalité virtuelle.

## Histoire
Cela fait longtemps que le concept de navigation virtuelle existe[réf. nécessaire], mais il ne fut réalisé pour la première fois qu'en 1978 par l'Institut de technologie du Massachusetts. Les premiers tests furent réalisés par Peter Clay, en collaboration avec Bob Mohl, Michael Naimark et plusieurs autres étudiants. La ville d'Aspen fut réalisée sous le nom d'Aspen Moviemap. Cette technologie fut pour la première fois reliée à un service GPS en 1999, par la société Position Images, avec leur service « Fotoroute ». Mais c'est la compagnie Google qui a lancé ce service à grande échelle en 2008 avec son célèbre Google Street View, démarré en 2001, avec le projet CityBlock Stanford, un projet de recherche de l'université Stanford parrainé par Google.

## Couverture mondiale

Carte de la couverture du service Google Street View dans le monde en avril 2024 :
Actuelle
Future (officiel)
Future (non officiel)
Pays avec musées uniquement
Pays non couvert

- Google Street View[5]
- Mapillary[6]

## Afrique

### Maroc
- Carte.ma[7]

## Asie

### Chine
- Tencent Maps[8]
- Baidu Cartes[9]

### Iran
- NikApps[10]

### Corée du Sud
- Daum Maps[11]
- Naver Maps[12]

## Europe

### Allemagne
- CycloMedia (plus de 50 villes allemandes)[13]

### Belgique
- CycloMedia[13]

### République tchèque
- Mapy.cz[14]

### Danemark
- Krak[15]
- Here.com[16]

### France
- Panoramax, projet de vues immersives lancé en 2022 par l'IGN et OpenStreetMap France.
- UrbanDive, service lancé le 1er décembre 2010 par Mappy (groupe PagesJaunes)[17] offrant une navigation virtuelle plus performante que Google Street View d'après eux[18]

### Italie
- Tutto Citta[19]

### Islande
- Já 360°[20]

### Pays-Bas
- CycloMedia (navigation virtuelle avec une précision de 10 cm)[13]

### Norvège
- CycloMedia (navigation virtuelle de Oslo, Bergen et Trondheim avec une précision de 10 cm)[13]
- Finn (navigation virtuelle avec une précision considérée comme l'une des meilleures pour l’année 2015 avec le service KART HD)[21]

### Pologne
- Zumi[22]
- CycloMedia (navigation virtuelle de Varsovie avec une précision de 10 cm)[13]

### Espagne
- HERE[23]

### Suède
- Gatubild (photos de rue en français). Fait partie de la compagnie Hitta, couvre 29 villes. Lancé en décembre 2008[24]
- Eniro.se, avec vue sur les rues de huit villes scandinaves et trois stations d'hiver. Lancé en décembre 2009[25].

### Suisse
- Global Vision (lance un nouveau système de navigation virtuelle aérienne en haute définition pouvant être navigué en immersion totale avec l'Oculus Rift)[26]

## Amérique du Nord

### Canada
- Streetside (lancée par Bing)[27],[28]

### États-Unis
- CycloMedia a capturé au niveau de la rue des images de plusieurs grandes régions métropolitaines des États-Unis à partir de 2013. Il est accessible aux entreprises et aux organisations gouvernementales, mais n'est pas à la disposition du grand public.
- Streetside
- Everyscape
- Bing Maps offre une navigation virtuelle de nombreuses villes à travers les États-Unis[29].
- Apple Look Around, lancé en 2019 par Apple, est disponible dans quelques villes des États-Unis.

## Vie privée
En avril 2011, Google annonce qu'il n'actualisera plus son service de navigation virtuelle en Allemagne, à cause des inquiétudes allemandes sur la vie privée,.